# مسييه 3

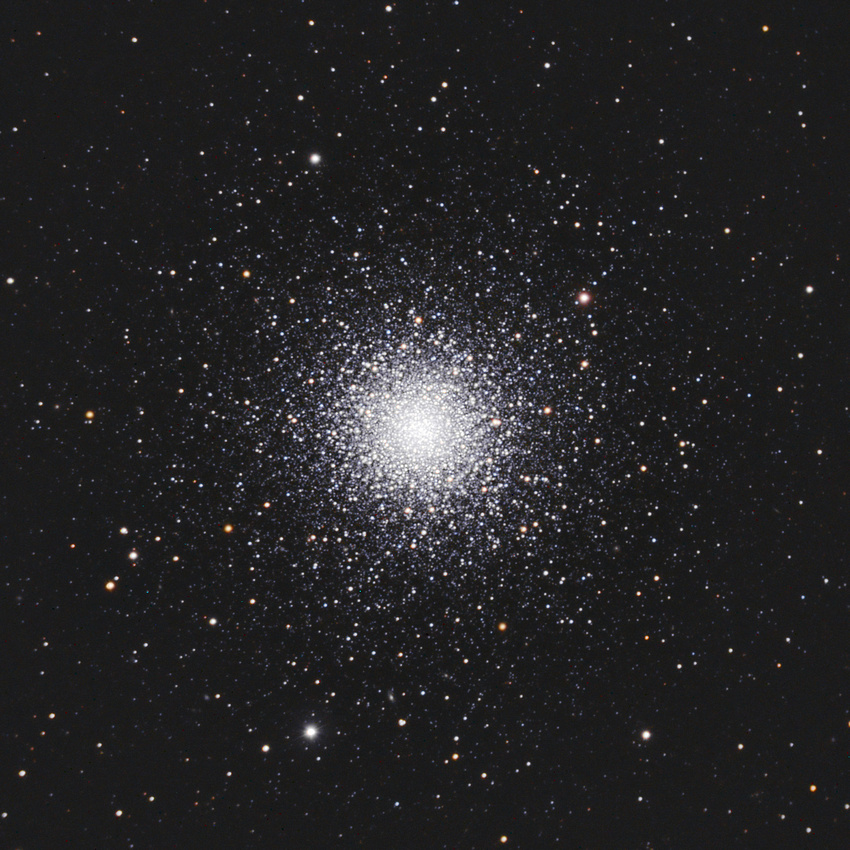
مسييه 3

مسييه 3 (بالإنجليزية:M3) هو عبارة عن عنقود نجمي كروي (مغلق) يحوي ما يقارب 500.000 نجم وهو يقع في كوكبة السولقيان , يبتعد هذا العنقود النجمي عن الأرض بحوالي 32,600 سنة ضوئية (10 فرسخ فلكي) و هو يحوي 170 نجم ضعيف متغير و هو العنقود الكروي الوحيد الذي يحوي هذا العدد. و يصل قدره الظاهري لـ 6.2+ و أكتشفه عالم الفلك البريطاني ويليام هيرشل سنة 1784.

## تاريخ أكتشافه
يعتبر هذا العنقود أول جرم يتكشفه عالم الفلك الفرنسي الشهير تشارلز مسييه بنفسه و حينها أخطأ في تصنيفه حيث أعتبره سديم بدون نجوم و لكن تم تصحيح الخطأ بعد أن أكتشفه ويليام هيرشل و منذ ذلك الحين أصبح هذا العنقود من أشهر و أفضل العناقيد التي تمت دراستها و أشهر الدراسات التي جرت على هذا العنقود هي دراسة النجوم المتغيرة المتوفرة بشكل غير أعتيادي في هذا العنقود في عام 1913 من قبل عالم الفلك الأمريكي سولون إيرفينج بيلي و الذي أستمر في دراسة النجوم المتغيرة حتى عام 2004.

## إمكانية رؤيته
يعتبره العديد من علماء و هواة الفلك واحد من أفضل العناقيد النجمية الكروية الشمالية بعد مسييه 13و لكن قدره الظاهري 6.2+ مما يجعله هدفاً صعباً عند محاولة رؤيته بالعين المجردة و لكن يمكن رؤيته بواسطة تلسكوب متوسط الحجم حيث عند رؤية العنقود للوهلة الأأولى سيظهر على إنه أشبه بغيمة ساطعة و لكن بعد تصويره بعدّة فلكية إحترافية ستظهر تفاصيل نجوم العنقود مع تباين و وضوح مركز العنقود.

## صفاته
يعتبر العنقود مسييه 3 من أكبر العناقيد النجمية و أكثرها لمعاناً حيث يحتوي العنقود على أكثر 500,000 نجم و يُقدّر أعمارها بحوالي 11.4 مليار سنة و يعتبر مسييه 3 من الأجرام المنعزلة و على الرغم من إنه يتبع مجرة درب التبانة إلا أنه برتفع عن مجرة درب بمسافة 31.6 سنة ضوئية (9.7 فرسخ فلكي) و يبتعد عن مركز المجرة بمسافة 38.8 سنة ضوئية (11.9 فرسخ فلكي) و يعتبر العنقود مسييه 3 من الفئة الأولى و التي تعتبر غنية بالمعادن و يحتوي على نسب وفيرة من العناصر الثقيلة.

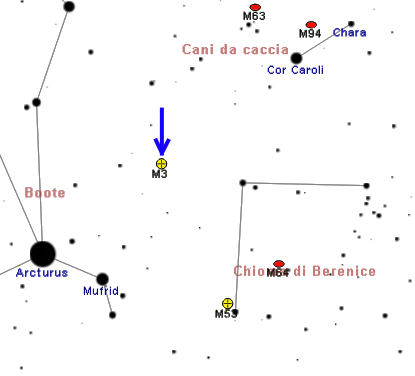
صورة توضيحية لموقع العنقود النجمي مسييه 3 (M3)

## اقرأ أيضاً
- نجم
- مجرة
- قزم أبيض
- عملاق أحمر
- الانفجار العظيم
- خط زمني للانفجار العظيم
- نجم نيوتروني
- ثقب أسود